# 温泉寺 (下呂市)
温泉寺（おんせんじ）は、岐阜県下呂市にある臨済宗妙心寺派の寺院である。

## 概要
山号は醫王霊山。本尊は薬師如来。中部四十九薬師霊場第37番霊場。
一羽の白鷺が下呂温泉の源泉を知らせたという「白鷺伝説」に由来する寺である。
境内の本堂の前にある薬師如来像の下からは温泉がわきあがっており、霊泉とされている。

## 沿革
下呂温泉は平安時代の天暦年間以前から存在していたが、鎌倉時代の文永二年（1265年）に源泉が枯れてしまう。源泉が枯れてしまった翌日、飛騨川の河原に一羽の白鷺が舞い降りたのに村人が気づき、その場へ行くと温泉が湧いていた。白鷺は空高く舞い上がり、中根山の中腹の松に止まった。その松の下には一体の薬師如来が鎮座していたという。その薬師如来を安置するために、「湯島薬師堂」が創建される。
1671年（寛文11年）、禅昌寺八世剛山和尚を中興開山に迎え、醫王霊山 温泉寺として再興する。

## 交通手段
- JR高山本線 下呂駅より徒歩で約15分。